# Cleora perfumosa
Cleora perfumosa là một loài bướm đêm trong họ Geometridae.